# Alpabfahrtsherz
Alpabfahrtsherzen oder Häärzli sind traditionelle Schmuckherzen aus Holz, mit denen das Vieh in Liechtenstein beim Almabtrieb, im alemannischen Dialekt «Alpabfahrt» genannt, geschmückt wird. Der Brauch ist auf Liechtenstein beschränkt und hier seit 1830 nachweisbar.

## Beschreibung
Bei der jährlichen Überführung des Viehs von den Bergweiden (Alpen) zurück in die Dörfer im Tal sind die Herden festlich mit Blumen geschmückt. Die besten Milchkühe sind daran zu erkennen, dass sie zusätzlich schöne und schwere Glocken tragen; ausserdem werden ihnen mit Bändern und Blumen verzierte Melkschemel auf den Kopf gesetzt, und auf ihre Stirn wird ein hölzernes Herz, das sogenannte Alpabfahrtsherz, gebunden. Nach der Alpabfahrt werden die Herzen traditionell an die Aussenwand des Viehstalles genagelt. Die Alpabfahrtsherzen sind eine regionale Besonderheit im liechtensteinischen Oberland.
Die Herzen sind etwa 14 cm breit und 17 cm hoch und tragen oft die Aufschrift «JHS», ein Christusmonogramm. Während sie früher von den Alphirten angefertigt wurden und deshalb sehr individuell gestaltet waren, ist ihr Aussehen heute schlichter und vereinheitlicht, und ihre Herstellung ist auf wenige Betriebe beschränkt.
Der Liechtensteiner Künstler Georg Malin entwarf 1980 eine Sondermarke mit dem Motiv eines historischen Alpabfahrtherzens aus dem Jahr 1849, die als Teil der Serie «Alpwirtschaftsgeräte» herausgegeben wurde.

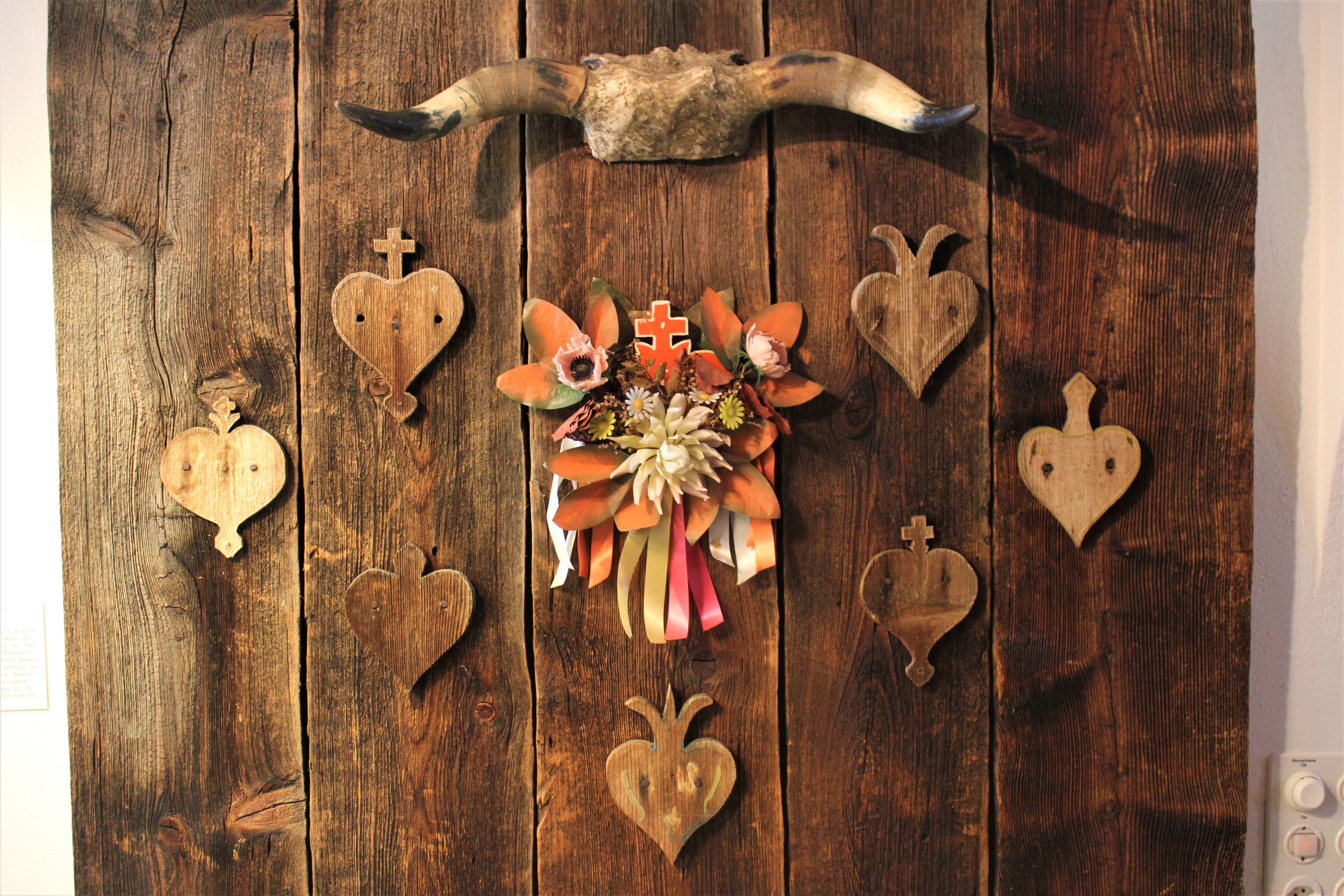
Präsentation von Alpabfahrtsherzen im Walsermuseum Triesenberg (2019)

Das Walsermuseum in Triesenberg zeigt eine Auswahl von Alpabfahrtsherzen in seiner Dauerausstellung.